# Hopliopsis rufilata
Hopliopsis rufilata är en skalbaggsart som beskrevs av Marc Lacroix 1998. Hopliopsis rufilata ingår i släktet Hopliopsis och familjen Melolonthidae. Inga underarter finns listade i Catalogue of Life.